# Magnus Johan Emil Bolmér
Magnus Johan Emil Johannesson, även kallad Bolmér, född den 6 januari 1861 på Bjurka i Bolmsö socken, död 9 januari 1928 i Lenhovda, och begravd på Norra Åkarp, var en svensk bedragare, och målare, samt far till konstnären Reinhold Johansson. Nyheten om Bolmérs äventyr spred sig i tidningsartiklar runt om i landet.

## Biografi
Magnus Johan Emil Johannesson, som senare tog namnet Bolmér efter sin tid vid artilleriet, föddes som son till Emilia Charlotta Ramberg, och hemmansägaren Johannes Magnusson. Han hade också en yngre bror, Carl Gustav Fromhold, som dog i tidig ålder. När Bolmér var 15 år gammal, lämnade han sin familj, och började arbeta i Danmark. Efter en tid återvände han till Sverige och gick två korta utbildningar, vardera 6–7 veckor, vid ett småskoleseminarium i Värnamo. Efter detta blev han målare i Helsingborg. Han skrevs senare in vid ett folkskoleseminarium i Växjö, men avslutade aldrig sina studier där. Istället blev han artillerist i Kristianstad, men var tvungen att lämna tjänsten på grund av sjukdom. Under en tid studerade Bolmér konst vid Kunstakademie Düsseldorf. Han förlovade sig med Karolina Jonasdotter, och den 4 februari 1886 fick de sitt första barn, sonen Karl Albert Branting, som dog 1907, troligtvis i Nordamerika. Karolina flyttade in hos Bolmér i Haganäs, men flyttade sedan till soldaten Säll från Emmaboda. 
Ett tag antogs Bolmér ett tag att ha drunknat, då hans båt hittades drivande på Bolmen. Bolmér hade dock lämnat Haganäs för att på falska betyg vikariera som folkskollärare i bland annat Gryteryd, Gumlösa, och Jämshög, samt för att under falska identiteter, och meriter bedriva privatskolor. Han försvann plötsligt mitt under en lektion på Gryteryds skola, och lämnade ett par "brummande björnar", samt ett par "sörjande tärnor". Detta kan tolkas som att han var omtyckt, och att de sörjde att han försvann.   

## Falska skolläraren
År 1887 blev Bolmér dömd, efter att ha förfalskat skolbetyg, till 3 års fängelse på Långholmens centralfängelse. Han hade fått tag på en viss del av betygen, troligen genom inbrott på Växjö seminarium.  Tillsammans med minst 14 olika falska identiteter, såsom Ljungbäck, och Branting, samt att ha förändrat sitt utseende ett flertal gånger,  hade han sedan använt dessa betyg för att söka, och erhålla lärartjänster på skolor runt om i landet. När varningar, och misstänksamhet nådde skolorna, försvann Bolmér spårlöst den 26 juli 1886. Han hade enligt pastorn Pettersson då brutit sig in i ett skåp, och stulit 65 kronor, samt en bibel i Gryteryd.  
Efter en tid kom dock ett rekommendationsbrev plötsligt från rektor Wingren i Lund, försett med hans sigill, där han beklagar tvivlen på äktheten av Bolmérs betyg, och där han bifogar en verifierad kopia av Bolmérs betyg. Detta var dock också förfalskat av Bolmér, med hjälp av en medhjälpare som hade graverat sigillet åt honom. 
Han fortsatte sedan sina bedrägerier genom att öppna olika sorters skolor runt om i landet. Han öppnade bland annat en privatskola i Sölvesborg, där han annonserade sig som filosofie kandidat den 3 augusti 1886. Under denna titeln, samt under sitt alias Carl Fromhold Ljungbäck, erbjöd han barn alla ämnen som ingick i folkskolan, och som behövdes för att kunna komma in i 4:e klass på elementarskolan. Detta för endast fyra kronor i månaden. Om man var vuxen, så erbjöd han kurser i rund- stockskrift, skönskrift och stenografi för 5 kronor per stil, eller 11 kronor för 3 stilar. För att anmäla sig, så kunde man ansöka hos änkefrun Wingren i Sölvesborg. Privatskolan gav en liten inkomst, och det lilla han tjänade in på sin verksamhet blev bestulna i Laholm.
Efter en ansökan som folkskollärare i Jämshög avslöjades han, och myndigheterna fick den 25 oktober 1886 en order om att Bolmér skulle gripas för bedrägeri. Han hittades, och greps samma dag, gömd i en skrubb på vinden i Sölvesborg. 
Detta var inte sista gången Bolmér använde sig av falska betyg. År 1898 sökte han återigen plats som skollärare i Orlunda, men denna gången avslöjades bedrägeriet tidigt. Syftet var däremot denna gång att immigrera till USA. Några män ifrån hans vistelse i Danmark hade berättat för honom att om han lyckades samla ihop tillräckligt med pengar, så kunde de fixa en bostad i Amerika. Samma män hade med sig en tidning, som Bolmér började bläddra i, och där han fick syn på en jobbannons om ett skolvikariat i Orlunda.

## Skottet mot stämningsmännen
En sen natt år 1893 var de två stämningsmännen Grehn, och Ehn, i Bolmérs hem för att dela ut en stämning. Att anlända mitt natten är en ovanlig tidpunkt, men de hade valt denna tid för att Bolmér inte skulle kunna hålla sig undan och vara förberedd. Bolmér hade däremot blivit förvarnad av sin hustru Thilda. Hustrun Thilda väckte nämligen Bolmér för att informera om stämningsmännens ankomst, samt för att därefter möta upp stämningsmännen, och vilseleda dem in i en annan stuga. Stämningsmännen hittade därför inte Bolmér, och även hans far sa att han inte var hemma. Då lämnade de två gården, men då avfyrades ett skott från stugan, och en av männen blev träffad. Skottet var av svag kraft och den träffade blev därmed inte allvarligt skadad. Ingen vet säkert vem som avfyrade det skottet, men Bolmér blev givetvis misstänkt. Delvis för sin historik, men även på grund av en hel del misstänksamma uttalanden han gjort samma kväll och efterföljande morgon. Bland annat hade ett vittne promenerat förbi Bolmérs bostad ett par timmar innan stämningsmännens ankomst, och blivit anropad:
"Hvem är det?"
Bolmér sågs då hålla i ett jaktgevär, och efter att vittnet svarat vem han var, så tillade Bolmér:
"Nu är de här, de djävlarna, men jag skall ta den, och den, och bränna enbuskarna på dem!"
Morgonen därefter hade Bolmér väckt deras snickare för att påbörja arbetet på ett hus. Bolmér hade under arbetet pekat på snickarens tröja, och sagt att:
"Hade jag vetat det, att den tröjan var här, hade jag tagit den på mig, för jag stod och frös här inatt och jag hade bara kalsonger på mig."
Därefter fortsatte han sin mening med att:
"Jag skickade ett skrämselskott efter dem!", och att "Det vankades ärter efter dem!" 
Bolmér hade sedan under dagen uttryckt sin frustration över att varför: "halfva roten" behövde komma för att delge honom en stämning, samt att han skulle hålla vakt några nätter, och om någon kommer så ska han: "Skjuta benen af dem, så att de får hoppa på stumparna!" och till sist att han: "Kunnat hålla dem allesammans, men för nämndemannens skull vill jag det inte."
Enligt Bolmér så syftade han på ett par hundar som brukade störa hans jakthund och han hävdade också att stämningsmännens anklagelser endast berodde på hat mot honom. Till frågan om vad han gjorde denna natten, så berättade Bolmér att han varit hos sin farmor.
Bolmér, som här kallade sig Bolmér-Branting, dömdes inte för detta skottdrama på grund av brist på bevis, men däremot visade det sig efter förhören, att han år 1893 gift sig med Thilda Nilsdotter, med ett förfalskat äktenskapsbevis. Bolmér hade förfalskat underskriften av Thilda Nilsdotters far, för att få gifta sig med henne i Helsingörs domkyrka i Danmark. Han blev också misstänkt för att samtidigt vara gift med en annan kvinna, men det kom dock fram att han endast var förlovad med denna kvinnan, Karolina Jonasdotter, och därför friades han från brottet tvegifte. Bolmér dömdes istället för förfalskning av äktenskapsbevis till straffarbete och vanfrejd.  

### Tidningsartikel om Bolmérs skottdrama år 1893:
"Hvarje människa, som har lätt för att bli ilsken, vet hur kvickt det går att hugga tag i en eldgaffel eller ett vedträd, för att därmed gifta större eftertryck åt sin mening. Men detta sätt är icke bra, förty det kan komma surt efter. Än värre är det när man tar till skjutvapen och därmed skjuter på sina vederdelomän. Så har en person vid namnet Bolmér Branting gjort i förra månaden. Stämningsmän äro ju sällan välkomna gäster, men de böra likaväl bemötas hövligt. Då Branting fick se dem blef han emellertid så arg, att han utan vidare tog sitt gevär och sköt efter dem med hagel; han lyckades träffa den ene af dem. Men nu har hvarken regering eller kommunen lofvat skottpänningar för aflemnade dödade stämningsmän och med anledning däraf sattes Bolmér Branting i fängsligt förvar och funderar nu på saken i Jönköpings cellfängelse. Han nekar emellertid att hafva aflossat något skott efter stämningsmännen.” 

## Våldet i Haganäs
På eftermiddagen den 30 januari 1908 sköt Bolmér sin granne Peter Johan Emanuelsson i Haganäs på Bolmsö, enligt ett åtal. Emanuelsson fick en skada på högra sidan av huvudet, och ögat. Peter Johan Emanuelsson låg avsvimmad i flera timmar, men vaknade upp till slut och tog sig till sjukstugan i Unnaryd. Där låg han inlagd i åtta dagar, och överlevde. Under tiden hade Bolmér flytt från platsen. Han hade på grund av länsmannen E. Karlsson den 1 februari 1908 spårats till Ljungby. Människor hade sett Bolmér vandra med lång överrock över Bolmens frusna is bärande ett dubbelgevär, som han senare försökt sälja. Under sin flykt från rättvisan hade han även rakat håret, bytt namn till J. Magnusson, och försökt skaffat sig olika jobb som målare, murare, och smed. Bolmér greps inte förrän den 11 juni 1908 i Helsingborg, och när han blev åtalad kom det också fram att han inte bara skjutit mot Emanuelsson, utan att han också under december månad hotat en kronojägare vid namn J. Lod, med att han skulle skjuta honom samt "spräcka" hans huvud med en yxa. Bolmér yrkade dock istället ansvar mot Lod för hemfridsbrott, och falsk beskyllning. Bolmér sattes på fri fot, eftersom det var oklart om skottet mot Emanuelsson var ett vådaskott, och för att det inte heller fanns tillräckligt med bevis angående hotet mot J. Lod.   

## Stölden på Den Kongelige Mønt 1917
Otto Rung, författare och dåvarande protokollförare i Köpenhamns kriminalrätt, beskrev denna stöld i sin roman “Da Vandene sank” (1922) och i memoarboken “Fra min Klunketid” (1942), där han målade upp en livlig men lite romantiserad bild av stölden. Han använde karaktärer som den unga räknerskan Gerda, som slår larm med en glaskula när en arbetare försöker stjäla guldmynt. Trots att Rung var vittne till delar av fallet, så visade det sig att hans påståenden inte helt stämde överens med verkligheten.
Den verkliga stölden hade istället en annan historia. 
Den 5 februari 1917 skulle ett parti femöringar transporteras till nationalbanken kl. 10.30 och en arbetare vid namn Nils Ludvig Reinhold Johansson skulle tillsammans med sin svåger Rudolf Andersen infinna sig kl. 10.15 för att lasta. Johansson kom dock ett kvarts dygn tidigare utan sin svåger. Myntmästaren Poulsen, som litade på Johansson öppnade värdeskåpet och lät honom plocka fram myntpåsarna i korridoren. Efter detta gick Poulsen in på sitt kontor och Johansson blev ensam kvar i i närheten av skåpet. På en hylla ovanför femöringarna stod även påsar med guldtiokronor, som Johansson snabbt tog och gömde i korridoren. Han väntade till sin lunchrast mellan klockan tolv och ett och bar då ut påsarna obemärkt, utan att portvakt kontrollerade honom, då de troligen litade på honom.
Efter att Johansson lämnat Den Kongelige Mønt, så lämnade han över guldpåsen till sin far bosatt i Nyhavn, konstmålare Magnus Johan Emil Johannesson, som även kallade sig Bulmerius.
Senare den 14 februari skulle ett parti guldtiokronor till ett värde av två och en halv miljoner kronor transporteras till Nationalbanken i 250 förseglade och numrerade påsar. Då saknades en påse, nummer 1634, som innehöll tiokronor präglade 1916, inlagda i förrådet den 29 januari 1917. Efter mycket fruktlöst letande anmälde myntmästare Poulsen påsens försvinnande till polisen, och kriminalpolisen spårade då upp Nils Ludvig Reinhold Johansson och hans far. Fadern hade tagit emot en större del av guldmynten, smugglat ut dem och rest till Småland, där han växlade in dem på lokala banker och för 2 000 kr köpte en lantgård i hemtrakten Bolmsö. Där var han känd som en tidigare dömd person, och när han nu dök upp i päls och som en rik man, anmälde en barberare i Ljungby honom till polisen i Köpenhamn efter att ha läst om stölden. En bankdirektör där sände även, på begäran, en av tiokronorna för undersökning. Myntmästare Poulsen kunde, tack vare en liten stämpelmarkering identifiera den som tillhörande den präglingsomgång som lagts i den stulna påsen den 29 januari.
Fadern blev gripen av svensk polis och förd till ett häkte i Köpenhamn. Han åtalades för flera brott, men förnekade anklagelserna och dömdes inte förrän 29 september 1917 till ett års straffarbete på statsfängelset i Vridsløselille.
Flera av stöldgodsets inköpta föremål lämnades in, bl.a en pälsrock, och andra klädesplagg, tre guldringar, två guldkedjor, ett halssmycke, två silverbärgare, en silverask, två saltskålar, två kameror och fyra gevär. Dessutom inlämnades ett köpebrev på egendomen Sjöalt i Bolmsö. Fadern skulle även betala ytterligare ersättning för det stulna guldet.
Kontrollen på Den Kongelige Mønt kritiserades och myntguardein Heise hade vid upprepade tillfällen påpekat bristerna i dess säkerhet.